# ファティフSC
アル・ファティフSC（英語: Al Fateh SC, アラビア語: نادي الفتح الرياضي）は、サウジアラビアのアフサーゥを本拠地とする、サウジ・プロフェッショナルリーグに加盟するプロサッカークラブ。
クラブ名の「ファティフ (阿: الفتح)」とは、アラビア語で「征服」を意味し、この言葉を冠したサッカークラブは複数存在する。

## 概要
1958年10月8日に創設され、サウジアラビアにおける最も歴史の古いクラブの一つである。創設者は、ハーリド・ビン・アブドゥルワッハーブ・アル＝スワイグ（阿: خالد بن عبدالوهاب الصويغ）。
ホームスタジアムはアブドゥッラーフ・ビン・ジャラウィー王子記念スタジアムであり、同スタジアムは19,096人の収容が可能である。
2008年にサウジ・プロフェッショナルリーグに昇格し、2012年にはアラブ・クラブ・カップに出場した。2013年に国内リーグで優勝し、スーパー杯も手にした。2014年にはAFCチャンピオンズリーグにも出場を果たしている。

## タイトル

### 国内タイトル
- サウジ・プロフェッショナルリーグ：1回
  - 2012-13
- サウジ・スーパーカップ：1回
  - 2013

### 国際タイトル
- なし

## 歴代監督
- リカルド・サ・ピント (2016)
- ファティ・アル・ジャバル (2016-2019)
- ヤニック・フェレーラ (2019-2022)
- ヨルゴス・ドニス (2022-2023)
- スラベン・ビリッチ (2023-2024)
- イェンス・グスタフソン (2024)
- ジョゼ・ゴメス (2024-)